# Nacho Rodilla
José Ignacio Rodilla Gil, detto Nacho (Llíria, 12 marzo 1974), è un ex cestista e allenatore di pallacanestro spagnolo.

## Carriera
Con la Spagna ha disputato i Campionati mondiali del 1998 e i Campionati europei del 1999.

## Palmarès

### Giocatore

#### Squadra
- Copa del Rey: 1

Valencia: 1998
- ULEB Cup: 1

Valencia: 2002-03
- Liga catalana: 1

Lleida: 2003

#### Individuale
- MVP Coppa del Re: 1

Valencia: 1998